# Elecciones generales de Botsuana de 2019
Las elecciones generales de Botsuana de 2019 tuvieron lugar el 23 de octubre del mencionado año con el objetivo de renovar los 57 escaños electos de la Asamblea Nacional, ejerciendo estos sus funciones por el período 2019-2024 e invistiendo al presidente de la República. Se trató de los undécimos comicios que tenían lugar en Botsuana desde la independencia del país del Reino Unido en 1966, y los duodécimos desde la instauración del sufragio universal. Se realizaron al mismo tiempo que las elecciones de gobierno local. Se empleó el sistema de escrutinio mayoritario uninominal y la edad mínima para votar fue de dieciocho años. Las elecciones fueron administradas por la Comisión Electoral Independiente (IEC). Fue la cuarta y última vez que hubo 57 escaños electos, concluyendo el período más largo en el que el legislativo botsuano ha tenido la misma cantidad de escaños.
Se trató de los primeros comicios luego del retiro del presidente Ian Khama en abril de 2018, luego de cumplir diez años en el cargo, y su reemplazo por el presidente Mokgweetsi Masisi. Luego de que la principal coalición opositora, el Paraguas para el Cambio Democrático (UDC), liderada por Duma Boko, llegara a un acuerdo que condujo la integración del tercer partido más grande del país, el Partido del Congreso de Botsuana (BCP), a la alianza, se pronosticaba que los comicios serían un duro desafío para el Partido Democrático de Botsuana (BDP), gobernante desde la independencia. Mientras tanto, el Movimiento por la Democracia de Botsuana (BMD) se separó de la UDC luego de rechazar ceder las circunscripciones que tenía asignadas, mientras que un sector de este liderado por Ndaba Gaolathe se escindió y fundó la Alianza para los Progresistas (AP) que presentó varios candidatos en solitario. El año anterior a las elecciones se caracterizó por un persistente conflicto entre Khama y Masisi, que invirtió muchas de las políticas más criticadas de su predecesor. A principios de 2019, Khama abandonó el BDP y apoyó la fundación del Frente Patriótico de Botsuana (BPF), partido con base en los antiguos bastiones del BDP en los territorios BaNgwato del centro y este del país. En las circunscripciones donde el BPF no pudo presentar candidatos o no tenía probabilidades de ganar, Khama recomendó sorpresivamente votar por la UDC.
Contra todo pronóstico, el BDP revalidó su mayoría por amplio margen recibiendo un 52,65% de los votos válidamente emitidos y ganando 38 de los 57 escaños electos, uno más que en las anteriores elecciones, contra un 35,88% y 15 escaños de la UDC, dos menos que en 2014. En términos territoriales, la elección constituyó un realineamiento territorial sin precedentes en la historia electoral botsuana: el BDP arrebató a la oposición la totalidad de los escaños en la capital, Gaborone, y arrasó en las regiones sureñas antes firmemente opositoras, siendo la primera vez desde la muerte de Seretse Khama que el partido lograba ganar en la capital. Mientras tanto, la UDC se impuso en el norte del país y logró conquistar algunos escaños del centro que antes habían sido firmes bastiones del oficialismo, pero perdió en más de la mitad de las circunscripciones que había ganado en 2014. Con un buen desempeño en áreas urbanas, la AP ganó el distrito de Francistown South y fue la tercera fuerza más votada con un 5,12% de los votos, mientras que el BPF logró el 4,41% y ganó del BDP las tres circunscripciones de Serowe, región natal de Khama. El BMD obtuvo solo el 0,27% de los votos y ninguno de sus candidatos resultó electo. Al igual que en las anteriores elecciones, la participación se mantuvo alta, con un 84,10% del electorado registrado concurriendo a votar.
Considerado una sorpresa política, el resultado se atribuyó en gran medida a una buena recepción de los gestos conciliatorios que tuvo Masisi en sus primeros meses en el cargo para con sectores que habían estado fuertemente enfrentados con Khama, como los sindicatos (cuyo respaldo había sido clave para el declive del BDP y los éxitos electorales de la oposición en 2014), así como al simultáneo desprestigio que representó para muchos electores tradicionalmente opositores el aparente acuerdo entre el liderazgo de la UDC y Khama, sumamente impopular entre los votantes urbanos y la juventud. La derrota de Boko en su circunscripción de Gaborone Bonnington North significó que no pudo retener el cargo de líder de la Oposición, mientras que la pérdida de apoyo en el sur implicó que la abrumadora mayoría de los parlamentarios electos de la UDC pertenecieran al BCP (más fuerte en el norte), permitiendo a su líder, Dumelang Saleshando (electo en Maun West) asumiera el cargo.
Aunque los observadores internacionales calificaron las elecciones como «libres y justas», Boko se negó a reconocer la victoria del BDP, afirmando que había «discrepancias electorales masivas» y anunció que impugnaría los resultados ante los tribunales. Su impugnación fue inicialmente desestimada por el Tribunal Superior en diciembre, pero Boko apeló con éxito ante el Tribunal de Apelaciones a principios de enero de 2020. Sin embargo, en la audiencia plena celebrada a finales de enero, el Tribunal de Apelaciones desestimó las peticiones sobre la base de que no tenía competencia suficiente para esto.

## Antecedentes
Las elecciones generales de 2014, realizadas en un contexto económico y social muy complicado y un fuerte descontento para el gobierno de Ian Khama, vieron al Partido Democrático de Botsuana (BDP), gobernante y dominante desde la independencia, obtener el peor resultado de su historia con un 46,45% de los votos y 37 escaños contra los fuertes avances registrados por la coalición Paraguas para el Cambio Democrático (UDC) de Duma Boko y el Partido del Congreso de Botsuana (BCP) de Dumelang Saleshando. El resultado se atribuyó en gran medida al descontento de los votantes urbanos y la juventud con el manejo de la economía por parte de Khama, así como los crecientes cuestionamientos que enfrentaba su liderazgo, incluso dentro del propio BDP, así como un enfrentamiento del gobierno con la Federación de Sindicatos del Sector Público de Botsuana (BOFEPUSU). Khama inició una reorganización del gabinete como consecuencia del mal desempeño electoral y designó a Mokgweetsi Masisi, hasta entonces Ministro de Educación y Desarrollo de Habilidades, como vicepresidente. Este nombramiento era de alta importancia, dado que Khama debía retirarse en abril de 2018, al cumplirse diez años de su toma de posesión presidencial y cumpliendo el límite de mandatos dispuesto por la constitución, Masisi asumía ahora como su sucesor designado en la jefatura de estado.
La UDC era una coalición tripartita compuesta por el socialdemócrata Frente Nacional de Botsuana (BNF), que era el principal partido de la oposición desde 1969, el socialista Partido Popular de Botsuana (BPP), partido político más antiguo del país, y el liberal Movimiento por la Democracia de Botsuana (BMD), una escisión del BDP descontenta con el liderazgo de Khama. Luego de una serie de arduas negociaciones, la UDC logró que el BCP se incorporara a la coalición en febrero de 2017, dando como resultado un bloque parlamentario de 20 escaños (la mayor cantidad ocupada jamás por una fuerza opositora desde la independencia), y la primera vez desde 1994 que todos los parlamentarios opositores estuvieron unidos bajo un mismo bloque. Sin embargo, las desavenencias en torno a la distribución de escaños de cara a las inminentes elecciones (que invariablemente debería cambiar debido a la incorporación del BCP) no se hicieron esperar. En octubre del mismo año una facción del BMD, liderada por Ndaba Gaolathe, se separó del partido y fundó la Alianza para los Progresistas (AP). Tan solo un año más tarde, en octubre de 2018, el BMD sería formalmente expulsado de la coalición luego de negarse a renunciar a algunos de los escaños que había ganado en 2014.
Masisi asumió como presidente y líder del BDP el 1 de abril de 2018. Entre las prioridades presentadas en su discurso al asumir la presidencia destacó la necesidad de reducir la dependencia del país del mercado de diamantes y el compromiso de su gobierno en ampliar el acceso a la educación técnica y establecer iniciativas en turismo, minería, carnes y servicios financieros. Masisi rápidamente invirtió varias políticas controvertidas del período de Khama, siendo un ejemplo de ello la caza de elefantes, que había sido prohibida por el gobierno de Khama en aras de la conservación animal. Masisi autorizó la caza de cuatrocientos elefantes al año, amparándose en el alto impacto en la industria turística. Al mismo tiempo, Masisi revirtió los impuestos altos a la venta de alcohol y varias de las políticas restrictivas en ese sentido, tratándose Botsuana de uno de los países con más consumo en la región, bajo el alegato de que había que «equilibrar los problemas salud con las necesidades del sector». El gobierno de Masisi también impulsó rápidamente un giro en su política exterior, distanciándose del occidentalismo de línea dura que había caracterizado a la presidencia de Khama y teniendo acercamientos con el gobierno de Emmerson Mnangagwa en la vecina Zimbabue, así como con la República Popular China.
Masisi cuestinonó públicamente a Khama y renegó de su antiguo vínculo, admitiendo haber sido un «zalamero» del expresidente, y procedió a limitar varios de los privilegios políticos de la familia, removiendo a su hermano, Tshekedi Khama, del cargo de Ministro de Turismo para otorgarle la de Juventud y Deportes. Se consideró que la negativa de Masisi a nombrar a Tshekedi vicepresidente, lo que lo hubiera convertido en su sucesor natural, fue un punto de inflexión definitivo en su ruptura con los Khama. En marzo de 2019, Khama declaró que consideraba haber elegido a Masisi como su sucesor «un error» y calificó al presidente públicamente de «traidor». Dos meses más tarde, confirmó que no votaría al BDP en las elecciones generales y que se había desafiliado del partido. En julio de 2019, la facción del BDP favorable a los Khama anunció formalmente la fundación del Frente Patriótico de Botsuana (BPF), con base principalmente en la región de influencia del clan BaNgwato en el Distrito Central y liderado por el parlamentario por Tati West Biggie Butale. Khama mismo respaldó y apoyó al BPF, mientras que Tshekedi Khama anunció que buscaría la reelección en Serowe West como candidato del nuevo partido.

## Sistema electoral
Los comicios se realizaron bajo la constitución vigente aprobada en 1966, y siguiendo los lineamientos de la ley electoral aprobada el 17 de mayo de 1968 con las reformas sancionadas en referéndum en 1997. De acuerdo con la misma, todo ciudadano botsuano mayor de dieciocho años puede registrarse para votar en las elecciones, siempre que estén inscritos en la lista electoral de su lugar de residencia y no tengan una condena de prisión que supere los seis meses. Las listas electorales se establecen en las oficinas de votación de los barrios una vez que los distritos electorales se hubiesen demarcado. Un elector solo puede votar en la circunscripción en la que está registrado. El sufragio es universal, optativo y secreto.
Todo ciudadano registrado como votante que fuere capaz demostrar un dominio oral y escrito suficiente del idioma inglés podría presentar su candidatura para diputado de la Asamblea Nacional. No podrían presentar su candidatura aquellos que incumplieran los requisitos, ni tampoco los miembros de la entidad tribal denominada Consejo de Jefes o los funcionarios públicos en ejercicio. 57 de los 63 escaños de la Asamblea Nacional son elegidos por medio de escrutinio mayoritario uninominal. Todo el territorio del país se encuentra dividido en cincuenta y siete circunscripciones, cada una de las cuales debe ser representada por un diputado, elegido por el electorado de dicha circunscripción a simple mayoría de votos. Cada candidatura a la Asamblea Nacional debe ser presentada por dos ciudadanos de la circunscripción que se disputará y respaldada por al menos otros siete. Un candidato no puede representar a más de una circunscripción.
El presidente de la República es elegido al mismo tiempo que la Asamblea Nacional bajo un sistema indirecto. Los candidatos a la Asamblea Nacional deben declarar su apoyo por un candidato presidencial, y el candidato que reciba los apoyos de la mayor cantidad de diputados electos será de este modo elegido presidente. Su mandato es renovado cuando se renueva la Asamblea Nacional. En caso de la vacancia de un cargo parlamentario durante el período legislativo, se realizarán elecciones parciales en dicha circunscripción bajo el mismo sistema electoral. El tiempo máximo que una persona puede ejercer la presidencia de la República es de diez años (equivalente a dos mandatos de cinco).
Después de las elecciones, otros cuatro miembros de la Asamblea Nacional son designados por los parlamentarios electos para representar intereses especiales. El presidente y el fiscal general de la República son miembros ex officio sin derecho a voto.
Varias enmiendas propuestas por el oficialismo a la Ley Electoral, incluida la introducción de la votación electrónica y un aumento en las tarifas del depósito de nominación, discutidas durante la última etapa de la presidencia de Khama, se retiraron en septiembre de 2018, a pocos meses de haber asumido Masisi. El día de las elecciones y los dos días siguientes fueron declarados días festivos.

## Candidaturas

### Candidaturas presidenciales
De conformidad con la Sección 7 de las disposiciones complementarias de la Ley de Elecciones Presidenciales, el Secretario de la Comisión Electoral Independiente nombró oficiales autenticadores para autenticar los documentos de los aspirantes presidenciales. Estos incluyeron Comisionados de Distrito, Oficiales de Distrito y Oficiales Superiores de Policía. El Presidente del Tribunal Supremo, como oficial escrutador de las elecciones presidenciales, recibió los documentos de nominación de los candidatos el 21 de septiembre de 2019 entre las 10:00 y las 13:00 horas, y entre las 14:30 y las 17:00 horas en el Tribunal Superior de Gaborone. Al cierre de operaciones, cuatro líderes de partidos políticos fueron declarados válidamente nominados como candidatos para la elección al cargo de Presidente de la siguiente manera.
| Candidato                                | Partido | Partido                                   |
| ---------------------------------------- | ------- | ----------------------------------------- |
| Ndaba Gaolathe                           |         | Alianza para los Progresistas (AP)        |
| Mokgweetsi Masisi                        |         | Partido Democrático de Botsuana (BDP)     |
| Biggie Butale                            |         | Frente Patriótico de Botsuana (BPF)       |
| Duma Boko                                |         | Paraguas para el Cambio Democrático (UDC) |
| Fuente: Comisión Electoral Independiente |         |                                           |

### Candidaturas parlamentarias
Mientras tanto, el día de la nominación de candidatos para las elecciones a la Asamblea Nacional fue el 26 de septiembre, al mismo tiempo que las nominaciones para las elecciones de gobierno local. El Partido Democrático de Botsuana y la coalición Paraguas para el Cambio Democrático presentaron candidaturas en las cincuenta y siete circunscripciones parlamentarias, la primera vez en la historia electoral botsuana que otra fuerza política que no fuera el BDP disputaba la totalidad de los escaños. Si bien la gran mayoría de los escaños tuvieron al menos tres candidatos en contienda, la disputa entre el BDP y la UDC reflejó una competencia cada vez más bipartidista: la Alianza para los Progresistas disputó 41 escaños, único partido fuera del BDP y la UDC que presentó suficientes candidatos para aspirar a una mayoría absoluta. El Frente Patriótico de Botsuana disputó 20 escaños, el Movimiento por la Democracia de Botsuana presentó 10 y el pequeño Partido Alternativa Real presentó 3. Asimismo, hubo 22 candidatos independientes. Hubo muy pocas mujeres candidatas, con tan solo 11 candidatas mujeres del total de 210 candidaturas.
|  | 100.00 % |

|  | 100.00 % |

|  | 71.93 % |

|  | 35.09 % |

|  | 17.54 % |

|  | 5.26 % |

|  | 38.60 % |

## Campaña

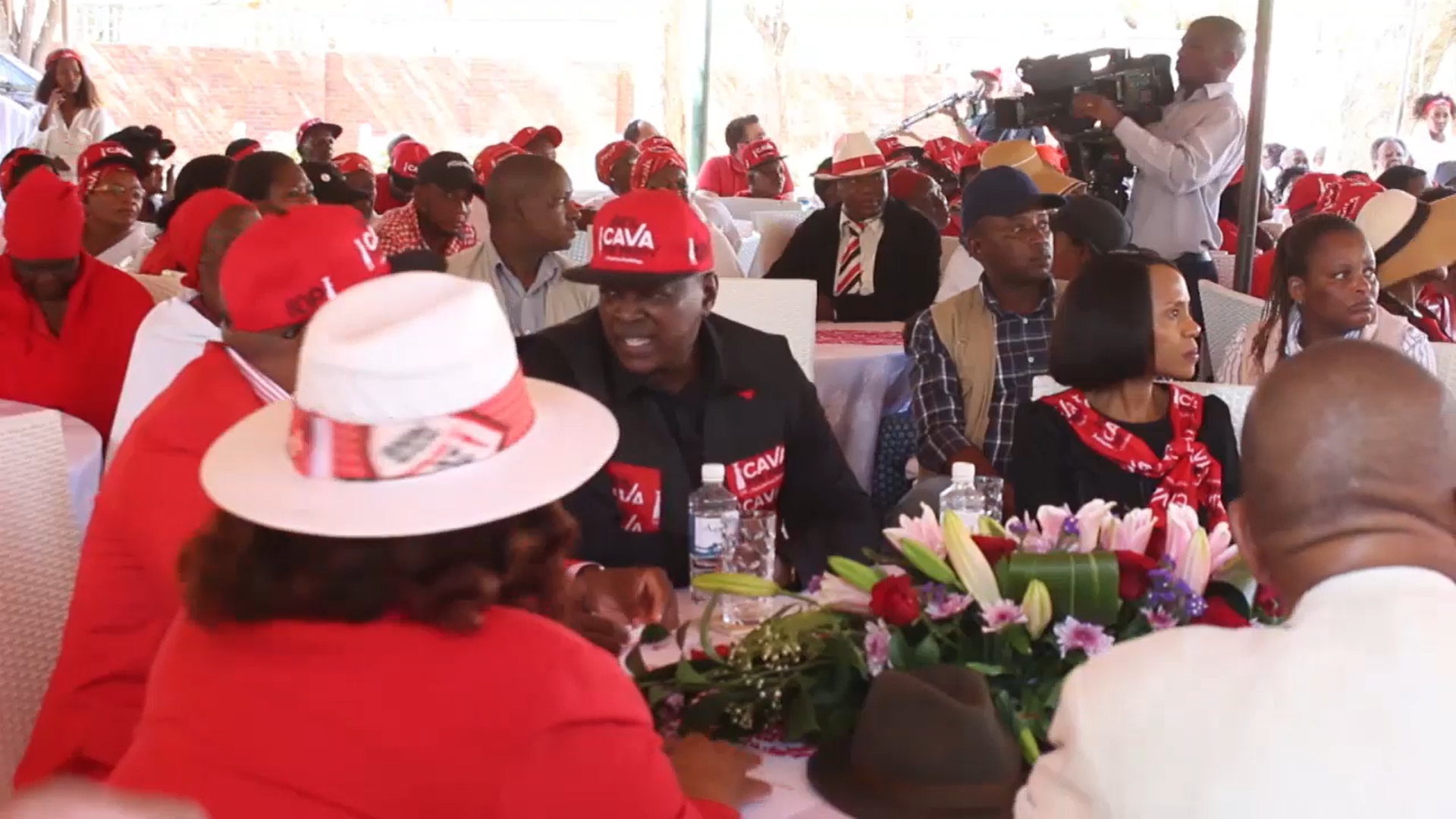
El presidente Masisi durante un evento de campaña del BDP.

El Partido Democrático de Botsuana tuvo que enfrentar una campaña compleja en la que debía compaginar la defensa de su histórica narrativa como el único partido capaz de gobernar Botsuana con el hecho de que la recién asumida gestión del presidente Masisi, aún perteneciendo también al BDP, había roto con la administración predecesora. A esto se sumaba la acumulación del desgaste que cargaba el partido después de cinco décadas en el poder, el alza del desempleo durante la última etapa del mandato de Khama y la ralentización del crecimiento económico. Para contrarrestar estos problemas, el oficialismo decidió focalizar su campaña en torno al propio candidato, destacando eslóganes como «It's easy with Masisi» (en inglés: «Es fácil con Masisi») o el uso del jingle «Masisi oa re bitsa» (en setsuana: «Masisi nos está llamando»). Comentaristas políticos consideraron que se trató de una de las campañas más personalistas en la historia de Botsuana. Su manifiesto, titulado «Avanzando juntos hacia una economía más inclusiva», mantuvo parte de la retórica tradicional del BDP apelando al recuerdo del rápido crecimiento económico durante las primeras décadas de independencia, pero introdujo una nueva retórica centrada en la promesa de un futuro más próspero si el partido era reelegido en el poder, proclamando que el partido «defendería por siempre el estado de derecho y mantendría la erradicación de la pobreza y la corrupción como sus principales prioridades». El partido propuso una asociación público-privada para hacer crecer la economía del país, emprendiendo reformas estructurales que hicieran a Botsuana atractiva para la inversión extranjera. En términos de política exterior, Masisi defendió el multilateralismo y propuso estrechar lazos con los países del BRICS. Por primera vez, el liderazgo del BDP se expresó públicamente sobre los derechos LGBT, luego de que la Corte Suprema emitiera un fallo el 11 de junio del mismo año declarando inconstitucional la criminalización de las relaciones sexuales entre personas del mismo sexo, con un tono favorable. El propio Masisi había declarado públicamente que las personas homosexuales «merecían que se protegieran sus derechos» el año anterior.
Uno de los principales tópicos que dominaron la campaña fueron el alto índice de desempleo entre la población graduada. Masisi se comprometió a introducir mayor «asesoramiento profesional» para que los desempleados de entre 16 y 35 años «adquirieran experiencia». También se comprometió a tener una relación más fluida con los sindicatos que la sostenida por el gobierno de Khama. Aunque la Federación de Sindicatos del Sector Público de Botsuana (BOFEPUSU) mantuvo una mejor relación con Masisi y criticó el creciente acercamiento de la oposición con Khama, cuestionó la vacilación del gobierno para cumplir algunas de sus promesas antes de las elecciones, como el retorno del Consejo de Negociación de Servicios Públicos que había prometido restaurar en septiembre de 2018. En general, el manifiesto y el discurso del BDP fueron criticados por sectores opositores como muy vago y «falto de objetivos claros». Asimismo, se señaló que la campaña del BDP había entrado en contradicción con el manifiesto en varias ocasiones en un intento de ganar votos, con alguno de sus partidarios aceptando sugerencias de que el BDP podría cumplir algunas de las promesas de la oposición que criticaba como «imposibles». A su vez, Masisi buscó utilizar su enfrentamiento con Khama para despegarse de los cuestionamientos de la oposición por problemáticas heredadas de la gestión anterior. Ante las críticas por la clausura de la mina BCL Limited de Selebi-Phikwe, que causó el despido de más de seis mil trabajadores y se consideró detonante para la creciente impopularidad del oficialismo en dicha ciudad, Masisi culpó a Khama por el cierre pero también responsabilizó a la oposición, afirmando que «se dedicó a ridiculizar al BDP y no trabajó colectivamente con el gobierno» para impedir su cierre. Dithapelo Koorapetse, parlamentario por Selibe Phikwe West, respondió a estos dichos afirmando que la UDC había propuesto poner a la mina bajo gestión judicial para impedir su cierre, y acusó al oficialismo de haberlos ignorado.

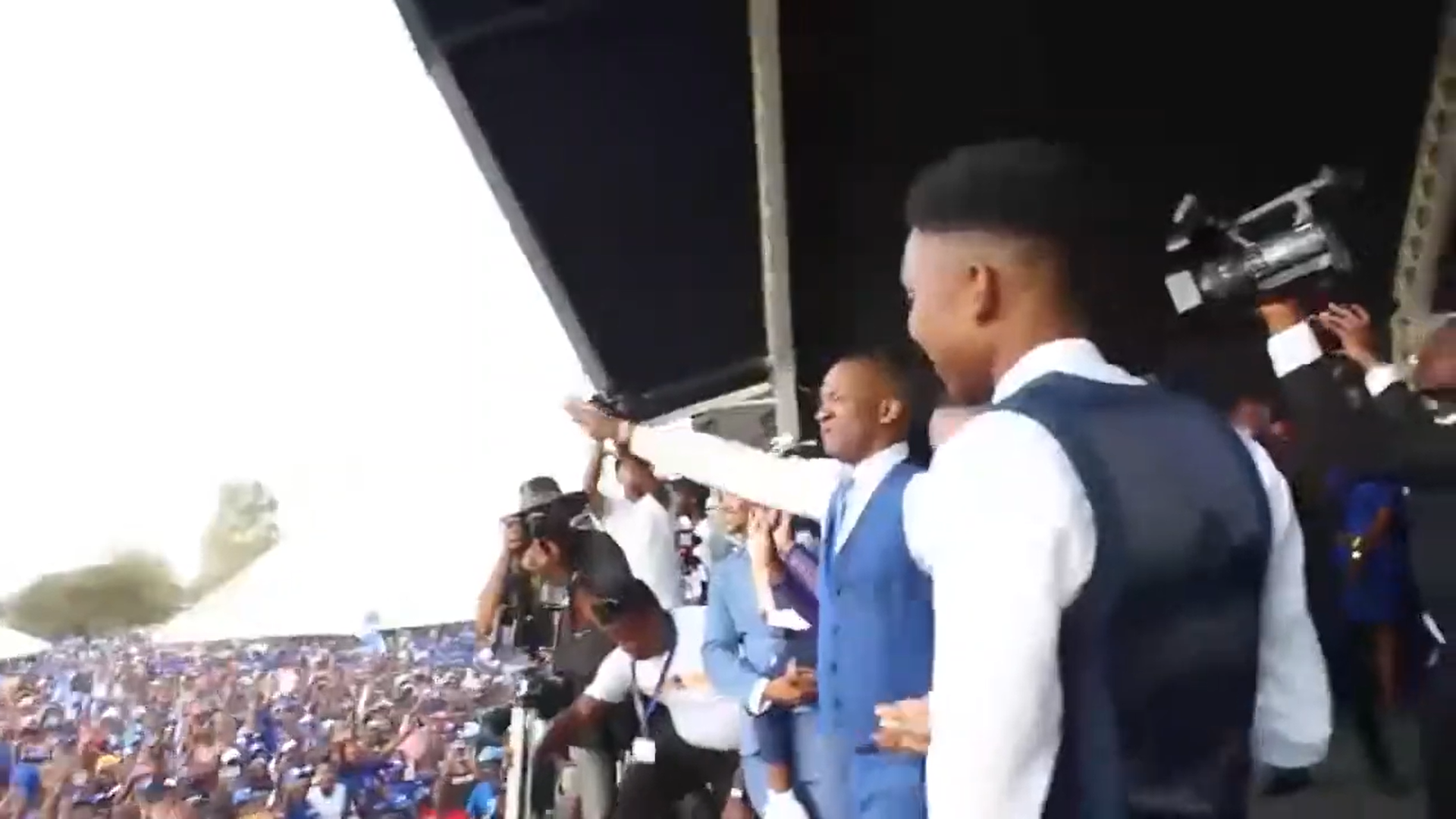
Duma Boko dando un discurso durante un evento de la UDC.

La coalición Paraguas para el Cambio Democrático, por su parte, lanzó su manifiesto en Maun el 18 de mayo de 2019, con el lema «Trabajos Decentes, Vidas Decentes». La principal coalición opositora hizo campaña centrándose en la necesidad de una alternancia política en el país y en criticar el constante malestar económico y social bajo la continua administración del BDP, buscando perfilarse como una alternativa progresista al gobierno. La UDC se comprometió a crear cien mil puestos de trabajo en sus primeros doce meses de gobierno, introducir un salario mínimo vital de P3.000 aumentar en un 60% el subsidio de manutención de los estudiantes terciarios y triplicar las pensiones por vejez. En aspectos políticos, la UDC mantuvo su promesa de 2014 de rever el sistema electoral uninominal por uno más proporcional. Boko mantuvo un tono muy crítico con el gobierno de Masisi y lo acusó de haber «socavado la imagen de Botsuana como un ejemplo de éxito democrático» en los solo dieciocho meses que llevaba en el cargo, así como denunciar que su campaña estaba siendo objeto de persistentes acosos por parte de las fuerzas del estado, como la incautación de sus aviones (donados por el empresario sudafricano Zunaid Moti) que le impidió a la coalición hacer campaña en algunas áreas remotas, mientras que Masisi pudo transportarse en aviones de la fuerza aérea, así como señalar el creciente acoso a periodistas independientes. En el marco del creciente acercamiento de la UDC como los desertores del BDP ligados a Khama, el discurso de Boko se ocupó de atacar a Masisi pero moderó considerablemente sus posturas sobre el gobierno de Khama, llegando incluso a reconocer los logros económicos y sociales del país bajo el gobierno del BDP. El gobierno respondió a las promesas de la UDC afirmando que sus promesas eran «imposibles de cumplir», y Masisi tildó la propuesta laboral de Boko como «propia de un cuento de hadas». Considerada la más populista, la campaña de Boko fue cuestionada por su supuesta falta de claridad al explicar cómo cumpliría sus promesas, mientras que grupos opositores cuestionaron su cada vez más abierta asociación con Khama luego de más de casi una década encabezando la oposición a su gobierno.
La campaña vio una mayor presencia de terceros partidos. El Frente Patriótico de Botsuana se organizó apresuradamente tan solo meses antes de las elecciones, por lo que no pudo realizar una campaña muy amplia ni efectiva, aunque pudo presentar a su líder Biggie Butale como candidato presidencial. Limitó su presencia al Distrito Central y procuró alejarse de la contienda nacional, en la cual los Khama apoyaron enfáticamente a la UDC con el objetivo de desbancar a Masisi del poder. Khama acusó al presidente de ser un traidor y de perseguir sistemáticamente a sus partidarios enmarcándose en su ofensiva anticorrupción. Declaró que «el partido del padre fundador ha muerto, ya no existe», mientras que advirtió que votar al BDP era una vía segura para que los partidarios de Khama fueran a la cárcel. Butale mismo fue criticado como un «títere» de Khama y un candidato débil. El BPF apeló constantemente a la exaltación de las tradiciones tribales que antes había monopolizado el BDP, centrándose en la figura de Khama como heredero al trono de la tribu BaNgwato, lo que pudo perjudicar al partido entre varios votantes que rechazaban la intervención tribal en la política nacional. Luego de décadas cuestionando a los partidos opositores como inviables, Khama declaró al cierre de la campaña que «el 24 de octubre, celebraremos el ascenso de Duma Boko a la Presidencia de Botsuana».
La Alianza para los Progresistas, liderada por Ndaba Gaolathe, centró su discurso en cuestionar la polarización nacional entre el BDP y la UDC y en las propuestas económicas y en la transformación, proponiendo «crear una nueva Botsuana desde la antigua Botsuana». Su margen de maniobra para hacer campaña chocó con las dificultades de su falta de aparato político y el monopolio de la contienda entre los principales partidos, a pesar de la popularidad personal del propio Gaolathe entre los votantes más jóvenes y urbanos. La AP prometió reducir el desempleo a la mitad posicionando a la agricultura como uno de los cuatro principales contribuyentes al PBI. La UDC acusó a la AP de estar coludida con el BDP para dividir el voto opositor y de ser un partido «irrelevante». La confrontación entre ambas fuerzas fue muy marcada en las áreas urbanas, donde en ese momento no se esperaba un fuerte desempeño para el BDP y se creía que la competencia sería entre los dos partidos opositores. Sobre el final de la campaña, Boko buscó atraer a los votantes de la AP y acusó a Gaolathe de «actuar como un monje en una lucha en la que hay que ser un gladiador», y afirmar que era una persona «falta de presencia política». El pequeño Partido Alternativa Real, con tres candidatos, hizo campaña prometiendo una suba del salario mínimo más de dos veces más grande que la propuesta por la UDC y que el delito de corrupción fuese castigado con la pena de muerte y la inscripción permanente del nombre del condenado en un «muro de la vergüenza». Por su parte, el Movimiento por la Democracia de Botsuana no lanzó un manifiesto.
El 16 de octubre se realizó un debate presidencial en el Mass Media Complex de Gaborone, al que concurrieron Masisi, Boko, Butale y Gaolathe, constituyendo el primer debate televisado en la historia de Botsuana en el cual participaron todos los candidatos presidenciales. El debate estuvo dominado por las problemáticas económicas, y los cuatro candidatos terminaron coincidiendo en el hecho de que la mayoría de los botsuanos eran un «actor pasivo» en la economía del país. Se consideró ampliamente a Gaolathe como el ganador del debate, a pesar de sus escasas posibilidades de rédito electoral, mientras que de los dos principales candidatos Masisi fue considerado por comentaristas como el más competente por su actitud tranquila y moderada, en contraposición con Boko, que fue visto como «arrogante y desdeñoso».

## Resultados

### Resultado general

Resultado por circunscripción.

Las elecciones vieron al Partido Democrático de Botsuana obtener una victoria sorpresivamente amplia con el 52,65% del voto popular y revalidar su mayoría absoluta de dos tercios con 38 de los 57 escaños electos, aumentando un escaño con respecto a la elección anterior y garantizando la elección de Mokgweetsi Masisi para un mandato completo de cinco años. El resultado rompió la mayoría de los pronósticos, que estimaban que después de la ruptura con Khama el partido profundizaría la caída iniciada en 2014 incluso aunque lograra retener el gobierno. No obstante, la elección dejó en claro la prevalencia de la competitividad electoral instalada en el país, y el resultado continuó siendo en término de escaños el segundo peor desempeño para el BDP en su historia después del de las anteriores elecciones, así como su tercer voto popular más bajo. El Paraguas para el Cambio Democrático obtuvo el 35,88% de los votos y 15 escaños (dos menos que en la anterior elección), lo que representó un aumento del 5,87% respecto a lo obtenido por la coalición en 2014, pero una caída de 14,55% respecto a la sumatoria de la UDC y el BCP en la misma elección. El Frente Patriótico de Botsuana hizo valer su presencia en las regiones BaNgwato del distrito Central y obtuvo tres escaños, con un 4,41% de los votos, mientras que la Alianza para los Progresistas obtuvo únicamente un escaño a pesar de ser la tercera fuerza más votada a nivel nacional con un 5,12%. Devastado por su salida de la UDC y la ruptura de la AP, el Movimiento por la Democracia de Botsuana se derrumbó a un 0,27% y ninguno de sus diez candidatos resultó electo, mientras que el Partido Alternativa Real logró 145 votos entre sus tres candidatos. Un 1,54% votó a postulantes independientes, casi la mitad que en las elecciones anteriores. La participación fue la segunda más alta de la historia electoral botsuana, con un 84,10% del electorado registrado concurriendo a las urnas y una participación mayor al 75% en casi todas las circunscripciones.
La distribución regional de los votos vio un realineamiento político total, más que nada achacado a la ruptura del BDP con Khama. Perjudicado por esto, el BDP sufrió un duro golpe en el Distrito Central, que hasta entonces era su principal bastión, y de controlar los diecisiete escaños que representaban a dicho distrito se impuso únicamente en seis circunscripciones (a pesar de que de todas formas fue el partido más votado por la división de los votos opositores entre la UDC y el BPF). La unidad entre el BCP y la UDC también lo afectó negativamente en el distrito de Ngamilandia, donde las cuatro circunscripciones cayeron bajo el control de la oposición. Sin embargo, el partido gobernante se beneficio de un sorpresivo crecimiento en las áreas urbanas que lo llevó a ganar la totalidad de las circunscripciones al sur de Ghanzi, la mayoría de las cuales tendían a votar a la oposición, garantizándole así la victoria. Su triunfo más sorprendente se dio en la capital, Gaborone, donde obtuvo el 53,11% de los votos y capturó de manos de la oposición la totalidad de los escaños parlamentarios, la primera vez desde la muerte de Seretse Khama que el BDP lograba ganar las elecciones en la ciudad. Así, las principales victorias del BDP se dieron en distritos que hasta entonces se consideraban grandes bastiones de la oposición, mientras que sus triunfos más débiles se dieron en circunscripciones que hasta entonces eran bastiones propios. A saber, el triunfo más aplastante para el BDP fue en Moshupa-Manyana, antigua circunscripción del propio Masisi, donde Karabo Gare logró el 84,82% de los votos (la primera elección desde 1984 en la que el mejor desempeño del BDP no era en una circunscripción de Serowe, y primera desde la independencia en la que no fue una circunscripción del Distrito Central), mientras que su peor resultado fue en Shoshong con un 29,61% (circunscripción que había ganado en 2014).
La UDC sufrió una dura derrota al fracasar en su intento de tomar el poder y sufrió el revés de perder el control de áreas urbanas que habían sido indiscutidamente opositoras durante más de cuatro décadas. El arrase del BDP en el sur significó que el propio Duma Boko perdiera su escaño en Gaborone Bonnington North, impidiéndole siquiera reelegir como líder de la Oposición. La unidad con el BCP le permitió crecer considerablemente en el norte y permitir que Dumelang Saleshando (líder del BCP) retornara al Parlamento y asumiera este cargo. Dado que la mayoría de sus candidatos eran fuertes en el norte, el BCP fue por lejos el partido más beneficiado de la UDC en detrimento del BNF, con once de los quince parlamentarios electos de la UDC respondiéndole. El mayor triunfo para la oposición se dio en Selebi-Phikwe, donde ganó las dos circunscripciones que representaban a esta localidad por amplio margen, en medio de un fuerte desprestigio del oficialismo en la ciudad por el cierre de la mina BLC Limited. La alianza con Khama perjudicó a la UDC en las áreas urbanas, donde el expresidente era impopular, pero la fortaleció notoriamente en el Distrito Central. Shoshong fue la circunscripción donde la UDC tuvo su mejor desempeño, con un 65,02%, seguida por Sefhare/Ramokgonami con un 62,68%. La UDC fue incapaz de atraer nuevos votos en lugares donde tuvo que confrontar con el BDP y con candidatos fuertes del BPF, y su peor desempeño fue en Serowe West con un 9,44% (la única circunscripción donde estuvo por debajo del 10% de los votos).
El BPF confiaba en ganar catorce de los diecisiete escaños del Distrito Central. Sin embargo, sufrió un duro golpe (atribuido a su exceso de apelación a la retórica tribal) y consiguió solo retener las tres circunscripciones de Serowe, región natal de los Khama. El propio Tshekedi Khama fue el candidato del partido con mejor desempeño al lograr 55,37% en Serowe West. La resistencia del BDP en algunas regiones BaNgwato, a pesar de la cuestión tribal de fondo, se consideró sorprendente y el líder del BPF, Butale, fracasó en ser reelegido parlamentario en Tati West, obteniendo solo un 12,83% de los votos. Por su parte, la Alianza para los Progresistas tuvo un mejor desempeño en áreas urbanas que le permitió ser la tercera fuerza más votada a nivel nacional, pero fracasando en obtener más que un escaño en Francistown South de la mano de Wynter Mmolotsi, con un 37,89% de los votos. Su líder, Gaolathe, se ubicó segundo en Gaborone Bonnington South con un 33,01%. La división de las fuerzas opositoras continuó favoreciendo al BDP. Una oposición unida hubiese triunfado en 27 circunscripciones, dejando al BDP con una mayoría de tan solo tres escaños.
|  | 52.65 % |

|  | 19.18 % |

|  | 14.57 % |

|  | 2.13 % |

|  | 35.88 % |

|  | 4.41 % |

|  | 5.12 % |

|  | 0.27 % |

|  | 0.02 % |

|  | 1.64 % |

|  | 99.21 % |

|  | 0.79 % |

|  | 100.00 % |

|  | 84.10 % |

### Partido más votado por distrito y ciudad
| Distrito      | BDP     | BDP    | BDP  | UDC     | UDC    | UDC  | AP     | AP     | AP   | BPF    | BPF    | BPF  | BMD   | BMD   | BMD  | RAP   | RAP   | RAP  | Independientes | Independientes | Independientes |
| Distrito      | Votos   | %      | Esc. | Votos   | %      | Esc. | Votos  | %      | Esc. | Votos  | %      | Esc. | Votos | %     | Esc. | Votos | %     | Esc. | Votos          | %              | Esc.           |
| ------------- | ------- | ------ | ---- | ------- | ------ | ---- | ------ | ------ | ---- | ------ | ------ | ---- | ----- | ----- | ---- | ----- | ----- | ---- | -------------- | -------------- | -------------- |
| Central       | 91.594  | 41,28% | 6    | 86.961  | 39,19% | 8    | 6.859  | 3,09%  | —    | 28.684 | 12,39% | 3    | —     | —     | —    | —     | —     | —    | 7.052          | 4,05%          | —              |
| Chobe         | 4.575   | 58,84% | 1    | 3.200   | 41,16% | —    | —      | —      | —    | —      | —      | —    | —     | —     | —    | —     | —     | —    | —              | —              | —              |
| Francistown   | 12.457  | 47,12% | 2    | 8.563   | 32,39% | —    | 4.650  | 17,59% | 1    | 725    | 2,74%  | —    | 40    | 0,15% | —    | —     | —     | —    | —              | —              | —              |
| Gaborone      | 32.054  | 53,11% | 5    | 19.738  | 32,70% | —    | 8.112  | 13,44% | —    | —      | —      | —    | 301   | 0,50% | —    | 85    | 0,14% | —    | 69             | 0,11%          | —              |
| Ghanzi        | 9.236   | 47,51% | 1    | 9.521   | 48,98% | 1    | —      | —      | —    | 682    | 3,51%  | —    | —     | —     | —    | —     | —     | —    | —              | —              | —              |
| Kgalagadi     | 13.407  | 52,21% | 2    | 11.570  | 45,06% | —    | —      | —      | —    | —      | —      | —    | —     | —     | —    | —     | —     | —    | 702            | 2,73%          | —              |
| Kgatleng      | 25.842  | 63,18% | 2    | 13.009  | 31,80% | —    | 1.177  | 2.88%  | —    | —      | —      | —    | 723   | 1,77% | —    | —     | —     | —    | 153            | 0,37%          | —              |
| Kweneng       | 77.514  | 63,09% | 8    | 30.414  | 24,75% | —    | 11.899 | 9,68%  | —    | 580    | 0,47%  | —    | 133   | 0,11% | —    | 60    | 0,05% | —    | 2.264          | 1,84%          | —              |
| Lobatse       | 6.705   | 61,85% | 1    | 2.238   | 20,65% | —    | 238    | 2,20%  | —    | 40     | 0,37%  | —    | 166   | 1,53% | —    | —     | —     | —    | 1.453          | 13,40%         | —              |
| Ngamilandia   | 28.019  | 44,38% | —    | 33.055  | 52,35% | 4    | 1.549  | 2,45%  | —    | 514    | 0,81%  | —    | —     | —     | —    | —     | —     | —    | —              | —              | —              |
| Noreste       | 12.716  | 52,16% | 2    | 8.738   | 35,84% | —    | 587    | 2,41%  | —    | 2.338  | 9,59%  | —    | —     | —     | —    | —     | —     | —    | —              | —              | —              |
| Selebi-Phikwe | 5.394   | 37,53% | —    | 7.890   | 54,90% | 2    | 1.006  | 7,00%  | —    | —      | —      | —    | —     | —     | —    | —     | —     | —    | 82             | 0,57%          | —              |
| Sudeste       | 20.442  | 61,65% | 3    | 10.511  | 31,70% | —    | 2.042  | 6,16%  | —    | —      | —      | —    | —     | —     | —    | —     | —     | —    | 161            | 0,49%          | —              |
| Sur           | 66.606  | 65,99% | 6    | 31.663  | 31,37% | —    | 1.442  | 1,43%  | —    | 505    | 0,50%  | —    | —     | —     | —    | —     | —     | —    | 718            | 0,71%          | —              |
| Total         | 406.561 | 52,65% | 38   | 277.071 | 35,88% | 15   | 39.561 | 5,12%  | 1    | 34.068 | 4,41%  | 3    | 2.058 | 0,27% | —    | 145   | 0,02% | —    | 12.694         | 1,64%          | —              |

### Resultado por circunscripción
|  | 58.84 % |

|  | 41.16 % |

|  | 99.30 % |

|  | 0.70 % |

|  | 100.00 % |

|  | 83.32 % |

|  | 52.11 % |

|  | 47.89 % |

|  | 99.49 % |

|  | 0.51 % |

|  | 100.00 % |

|  | 82.21 % |

|  | 58.23 % |

|  | 38.43 % |

|  | 3.34 % |

|  | 99.40 % |

|  | 0.60 % |

|  | 100.00 % |

|  | 82.23 % |

|  | 47.83 % |

|  | 45.78 % |

|  | 3.34 % |

|  | 3.06 % |

|  | 99.96 % |

|  | 0.04 % |

|  | 100.00 % |

|  | 83.14 % |

|  | 51.11 % |

|  | 45.98 % |

|  | 2.91 % |

|  | 99.10 % |

|  | 0.90 % |

|  | 100.00 % |

|  | 84.86 % |

|  | 55.21 % |

|  | 33.69 % |

|  | 6.10 % |

|  | 5.00 % |

|  | 99.21 % |

|  | 0.79 % |

|  | 100.00 % |

|  | 83.55 % |

|  | 49.33 % |

|  | 37.84 % |

|  | 12.83 % |

|  | 99.40 % |

|  | 0.60 % |

|  | 100.00 % |

|  | 88.64 % |

|  | 57.63 % |

|  | 32.61 % |

|  | 5.37 % |

|  | 4.39 % |

|  | 99.62 % |

|  | 0.38 % |

|  | 100.00 % |

|  | 80.46 % |

|  | 37.89 % |

|  | 31.57 % |

|  | 30.53 % |

|  | 99.60 % |

|  | 0.40 % |

|  | 100.00 % |

|  | 81.43 % |

|  | 53.28 % |

|  | 34.03 % |

|  | 8.25 % |

|  | 4.01 % |

|  | 0.43 % |

|  | 99.52 % |

|  | 0.48 % |

|  | 100.00 % |

|  | 76.53 % |

|  | 50.67 % |

|  | 33.96 % |

|  | 15.37 % |

|  | 99.10 % |

|  | 0.90 % |

|  | 100.00 % |

|  | 79.53 % |

|  | 48.45 % |

|  | 42.46 % |

|  | 9.10 % |

|  | 99.30 % |

|  | 0.60 % |

|  | 100.00 % |

|  | 81.10 % |

|  | 50.63 % |

|  | 41.68 % |

|  | 4.29 % |

|  | 3.41 % |

|  | 99.25 % |

|  | 0.75 % |

|  | 100.00 % |

|  | 83.69 % |

|  | 54.00 % |

|  | 46.00 % |

|  | 99.39 % |

|  | 0.61 % |

|  | 100.00 % |

|  | 84.86 % |

|  | 49.46 % |

|  | 44.75 % |

|  | 4.21 % |

|  | 1.58 % |

|  | 99.40 % |

|  | 0.60 % |

|  | 100.00 % |

|  | 84.52 % |

|  | 50.04 % |

|  | 29.09 % |

|  | 16.82 % |

|  | 4.06 % |

|  | 99.12 % |

|  | 0.88 % |

|  | 100.00 % |

|  | 82.54 % |

|  | 51.20 % |

|  | 37.48 % |

|  | 10.25 % |

|  | 1.08 % |

|  | 99.79 % |

|  | 0.21 % |

|  | 100.00 % |

|  | 82.12 % |

|  | 59.08 % |

|  | 37.59 % |

|  | 3.33 % |

|  | 99.51 % |

|  | 0.49 % |

|  | 100.00 % |

|  | 83.81 % |

|  | 43.89 % |

|  | 35.78 % |

|  | 17.33 % |

|  | 1.52 % |

|  | 1.48 % |

|  | 99.26 % |

|  | 0.74 % |

|  | 100.00 % |

|  | 86.80 % |

|  | 39.86 % |

|  | 37.51 % |

|  | 12.90 % |

|  | 9.33 % |

|  | 0.41 % |

|  | 99.28 % |

|  | 0.72 % |

|  | 100.00 % |

|  | 82.97 % |

|  | 62.68 % |

|  | 37.32 % |

|  | 99.03 % |

|  | 0.97 % |

|  | 100.00 % |

|  | 86.92 % |

|  | 42.16 % |

|  | 36.92 % |

|  | 20.92 % |

|  | 98.68 % |

|  | 1.32 % |

|  | 100.00 % |

|  | 84.71 % |

|  | 51.84 % |

|  | 33.82 % |

|  | 12.15 % |

|  | 2.18 % |

|  | 97.73 % |

|  | 2.27 % |

|  | 100.00 % |

|  | 84.98 % |

|  | 65.02 % |

|  | 29.61 % |

|  | 5.37 % |

|  | 98.39 % |

|  | 1.61 % |

|  | 100.00 % |

|  | 82.63 % |

|  | 42.66 % |

|  | 34.45 % |

|  | 13.10 % |

|  | 7.32 % |

|  | 2.47 % |

|  | 98.97 % |

|  | 1.03 % |

|  | 100.00 % |

|  | 83.87 % |

|  | 55.37 % |

|  | 30.31 % |

|  | 9.44 % |

|  | 4.88 % |

|  | 96.87 % |

|  | 3.13 % |

|  | 100.00 % |

|  | 83.34 % |

|  | 38.15 % |

|  | 35.04 % |

|  | 19.37 % |

|  | 3.22 % |

|  | 2.03 % |

|  | 1.92 % |

|  | 0.27 % |

|  | 98.98 % |

|  | 1.02 % |

|  | 100.00 % |

|  | 80.25 % |

|  | 40.49 % |

|  | 28.20 % |

|  | 28.05 % |

|  | 3.26 % |

|  | 98.77 % |

|  | 1.23 % |

|  | 100.00 % |

|  | 81.09 % |

|  | 49.82 % |

|  | 47.73 % |

|  | 2.45 % |

|  | 99.22 % |

|  | 0.78 % |

|  | 100.00 % |

|  | 83.25 % |

|  | 62.07 % |

|  | 35.22 % |

|  | 2.71 % |

|  | 99.59 % |

|  | 0.41 % |

|  | 100.00 % |

|  | 87.21 % |

|  | 64.26 % |

|  | 28.44 % |

|  | 3.51 % |

|  | 3.04 % |

|  | 0.74 % |

|  | 99.38 % |

|  | 0.62 % |

|  | 100.00 % |

|  | 86.86 % |

|  | 48.16 % |

|  | 30.41 % |

|  | 20.76 % |

|  | 0.52 % |

|  | 0.16 % |

|  | 99.56 % |

|  | 0.44 % |

|  | 100.00 % |

|  | 79.29 % |

|  | 60.21 % |

|  | 31.66 % |

|  | 6.83 % |

|  | 1.30 % |

|  | 99.69 % |

|  | 0.31 % |

|  | 100.00 % |

|  | 77.88 % |

|  | 53.64 % |

|  | 42.10 % |

|  | 3.65 % |

|  | 0.60 % |

|  | 99.18 % |

|  | 0.82 % |

|  | 100.00 % |

|  | 80.84 % |

|  | 55.33 % |

|  | 35.87 % |

|  | 8.35 % |

|  | 0.45 % |

|  | 99.35 % |

|  | 0.65 % |

|  | 100.00 % |

|  | 86.73 % |

|  | 43.90 % |

|  | 33.01 % |

|  | 22.57 % |

|  | 0.29 % |

|  | 0.25 % |

|  | 99.65 % |

|  | 0.35 % |

|  | 100.00 % |

|  | 84.01 % |

|  | 58.24 % |

|  | 36.27 % |

|  | 5.49 % |

|  | 99.67 % |

|  | 0.33 % |

|  | 100.00 % |

|  | 81.67 % |

|  | 63.81 % |

|  | 28.82 % |

|  | 6.58 % |

|  | 0.79 % |

|  | 99.43 % |

|  | 0.57 % |

|  | 100.00 % |

|  | 88.52 % |

|  | 56.35 % |

|  | 27.09 % |

|  | 8.28 % |

|  | 5.97 % |

|  | 2.31 % |

|  | 98.64 % |

|  | 1.36 % |

|  | 100.00 % |

|  | 78.10 % |

|  | 63.53 % |

|  | 25.72 % |

|  | 10.44 % |

|  | 0.31 % |

|  | 99.99 % |

|  | 0.01 % |

|  | 100.00 % |

|  | 83.04 % |

|  | 77.43 % |

|  | 19.28 % |

|  | 2.00 % |

|  | 1.04 % |

|  | 0.26 % |

|  | 99.27 % |

|  | 0.73 % |

|  | 100.00 % |

|  | 86.92 % |

|  | 67.56 % |

|  | 25.75 % |

|  | 6.12 % |

|  | 0.57 % |

|  | 99.42 % |

|  | 0.58 % |

|  | 100.00 % |

|  | 85.10 % |

|  | 70.87 % |

|  | 18.94 % |

|  | 10.19 % |

|  | 99.34 % |

|  | 0.66 % |

|  | 100.00 % |

|  | 84.26 % |

|  | 65.28 % |

|  | 29.94 % |

|  | 4.03 % |

|  | 0.75 % |

|  | 99.12 % |

|  | 0.88 % |

|  | 100.00 % |

|  | 83.96 % |

|  | 49.03 % |

|  | 33.87 % |

|  | 9.56 % |

|  | 5.23 % |

|  | 2.31 % |

|  | 98.57 % |

|  | 1.43 % |

|  | 100.00 % |

|  | 87.44 % |

|  | 45.53 % |

|  | 40.78 % |

|  | 13.68 % |

|  | 99.04 % |

|  | 0.96 % |

|  | 100.00 % |

|  | 88.76 % |

|  | 61.85 % |

|  | 20.65 % |

|  | 13.04 % |

|  | 2.20 % |

|  | 1.53 % |

|  | 0.37 % |

|  | 0.37 % |

|  | 99.19 % |

|  | 0.81 % |

|  | 100.00 % |

|  | 82.15 % |

|  | 60.11 % |

|  | 36.24 % |

|  | 3.10 % |

|  | 0.55 % |

|  | 99.19 % |

|  | 0.81 % |

|  | 100.00 % |

|  | 86.98 % |

|  | 67.33 % |

|  | 29.85 % |

|  | 2.82 % |

|  | 97.77 % |

|  | 2.23 % |

|  | 100.00 % |

|  | 84.65 % |

|  | 66.22 % |

|  | 33.78 % |

|  | 99.42 % |

|  | 0.58 % |

|  | 100.00 % |

|  | 85.68 % |

|  | 60.73 % |

|  | 36.64 % |

|  | 2.63 % |

|  | 99.21 % |

|  | 0.79 % |

|  | 100.00 % |

|  | 83.73 % |

|  | 84.82 % |

|  | 15.18 % |

|  | 99.27 % |

|  | 0.73 % |

|  | 100.00 % |

|  | 87.21 % |

|  | 56.40 % |

|  | 36.42 % |

|  | 6.22 % |

|  | 0.96 % |

|  | 99.06 % |

|  | 0.94 % |

|  | 100.00 % |

|  | 84.33 % |

|  | 52.18 % |

|  | 47.82 % |

|  | 99.26 % |

|  | 0.74 % |

|  | 100.00 % |

|  | 90.10 % |

|  | 52.23 % |

|  | 43.11 % |

|  | 4.66 % |

|  | 99.22 % |

|  | 0.78 % |

|  | 100.00 % |

|  | 89.41 % |

|  | 50.92 % |

|  | 49.08 % |

|  | 98.87 % |

|  | 1.13 % |

|  | 100.00 % |

|  | 80.95 % |

|  | 48.88 % |

|  | 44.19 % |

|  | 6.94 % |

|  | 99.21 % |

|  | 0.79 % |

|  | 100.00 % |

|  | 83.77 % |